# Estación de Cruz Alta
Cruz Alta (en catalán y oficialmente, La Creu Alta) es una estación ferroviaria subterránea situada en la ciudad española de Sabadell, en la provincia de Barcelona, comunidad autónoma de Cataluña. La estación (inicialmente denominada en el proyecto constructivo Eix Macià) fue abierta al público el 20 de julio del 2017 con la prolongación del ramal de Sabadell desde la estación de Sabadell Plaza Mayor hasta Sabadell Parque del Norte. La estación está integrada en las líneas del Vallés, propiedad de la Generalidad de Cataluña y explotadas por Ferrocarriles de la Generalidad de Cataluña (FGC). En 2018 registró un tráfico de 545 845 usuarios

## Situación ferroviaria
La estación se encuentra en el punto kilométrico 11,756 de la línea férrea de ancho internacional original de San Cugat Centro a Sabadell (sin pasar por Universidad Autónoma). El tramo es de vía doble y está electrificado.

## Historia
La estación se inauguró el 20 de julio de 2017, con la apertura del tramo entre Sabadell-Plaza Mayor y Sabadell-Parque del Norte.

## La estación[4]
La estación de Cruz Alta se encuentra en un recinto rectangular entre pantallas en el sótano de la calle Papa Pío XI, en la intersección con las calles Pi i Margall y Borràs de Sabadell, muy cerca del Eje Macià. Está estructurado en 3 niveles (-1 lobby, -2 subvest, -3 andén). La entrada a la estación desde la calle es a través de dos accesos a la acera norte de la calle Pi i Margall, uno en el cruce con la calle Lluís (lateral Eix Macià) y otro en la calle Mayor (junto a la plaza de la Creu Alta). Estos dos accesos tienen escaleras fijas y una escalera mecánica hacia arriba. Entre el nivel de la calle y el vestíbulo también hay un ascensor en la intersección de las calles Pi i Margall con Papa Pío XI. Las dos entradas se unen al vestíbulo de 570 m², que cuenta con máquinas expendedoras de billetes, un mostrador de atención al viajero, barreras de tarifas de control de acceso y un aseo adaptado, entre otras instalaciones. Desde el vestíbulo (nivel -1) se baja al nivel intermedio (nivel -2) a través de escaleras fijas en un lado y escaleras mecánicas en el otro. Los trenes circulan en el nivel más profundo (nivel -3) al que se accede por una escalera fija y una escalera mecánica desde el nivel -2. El nivel de las vías se halla a 21 metros de profundidad y consta de dos vías generales, con un andén central de 88,5 metros de longitud (115 m contando tramos de acceso no público) y 8 metros de ancho, con bancos, contenedores y un punto de información y emergencia (PIE). En el extremo norte de la plataforma, junto al Sabadell Parque del Norte, hay una escalera de emergencia que hace de  salida a la zona de aparcamiento en superficie. En el otro extremo del andén, en dirección a San Cugat Centro, se encuentra la otra escalera de emergencia, que enlaza con los niveles -2 y -1, desde los que se puede evacuar al exterior. La arquitectura de la estación es obra de Gabriel Mora, con tramos con muros de pantalla a la vista y otros recubiertos de granito. Los techos están formados por un cielo satinado de lamas verticales. Las escaleras entre el andén y el vestíbulo están separadas de los andenes por muros con letras de gran formato que llevan el nombre de la estación.

## Servicios ferroviarios
El horario de la estación se puede descargar en el siguiente enlace. El plano de las líneas del Vallés en este enlace. El plano integrado de la red ferroviaria de Barcelona puede descargarse en este enlace.
| << cabecera                   | < estación           | línea | estación >     | cabecera >>               |
| ----------------------------- | -------------------- | ----- | -------------- | ------------------------- |
| Línea Barcelona-Vallés de FGC |                      |       |                |                           |
| Barcelona-Plaza de Cataluña   | Sabadell Plaza Mayor |       | Sabadell Norte | Sabadell-Parque del Norte |